# Clorito de sódio
O clorito de sódio é um composto químico de fórmula química NaClO2.

## Aplicações
A principal aplicação do clorito de sódio é o branqueamento e descascar de fibras têxteis, polpa de celulose e papel. É também usado para desinfecção de algumas instalações públicas de água após a conversão a dióxido de cloro. Uma vantagem nesta aplicação, em comparação a mais usual pelo cloro, é que trihalometanos não são produzidos dos contaminantes orgânicos. Clorito de sódio, também encontra aplicação como um componente em rinses terapêuticos, anti-sépticos bucais, cremes e géis dentais, sprays e pastilhas bucais, gomas de mascar "cloradas",  e também em soluções para a limpeza de lentes de contato sob a nome comercial de purite.

## Obtenção
O clorito de sódio é derivado indiretamente do clorato de sódio, NaClO3. É obtido, primeiramente, pela obtenção do explosivamente instável gás dióxido de cloro, ClO2 que é produzido pela redução de clorato de sódio em um ácido forte com um agente redutor apropriado (por exemplo, cloreto de sódio, dióxido de enxofre, ou ácido clorídrico). O dióxido de cloro é então absorvido com uma solução alcalina, de hidróxido de sódio, tendo também como produto esta reação, o clorato de sódio (NaClO3):

2 ClO2 + 2 NaOH → NaClO2 + NaClO3 + H2O

Também pode ser obtido com a reação dos mesmos reagentes da reação anterior, com o acréscimo do peróxido de hidrogênio (H2O2) como agente redutor:

2 ClO2 + 2 NaOH + H2O2 → 2 NaClO2 + O2 + H2O

Observação: Os correspondentes sais de metais pesados (Ag+, Hg+, Tl+, Pb2+, e também Cu2+ e NH4+) decompõe-se explosivamente com calor ou choque.